# Hessischer Rundfunk

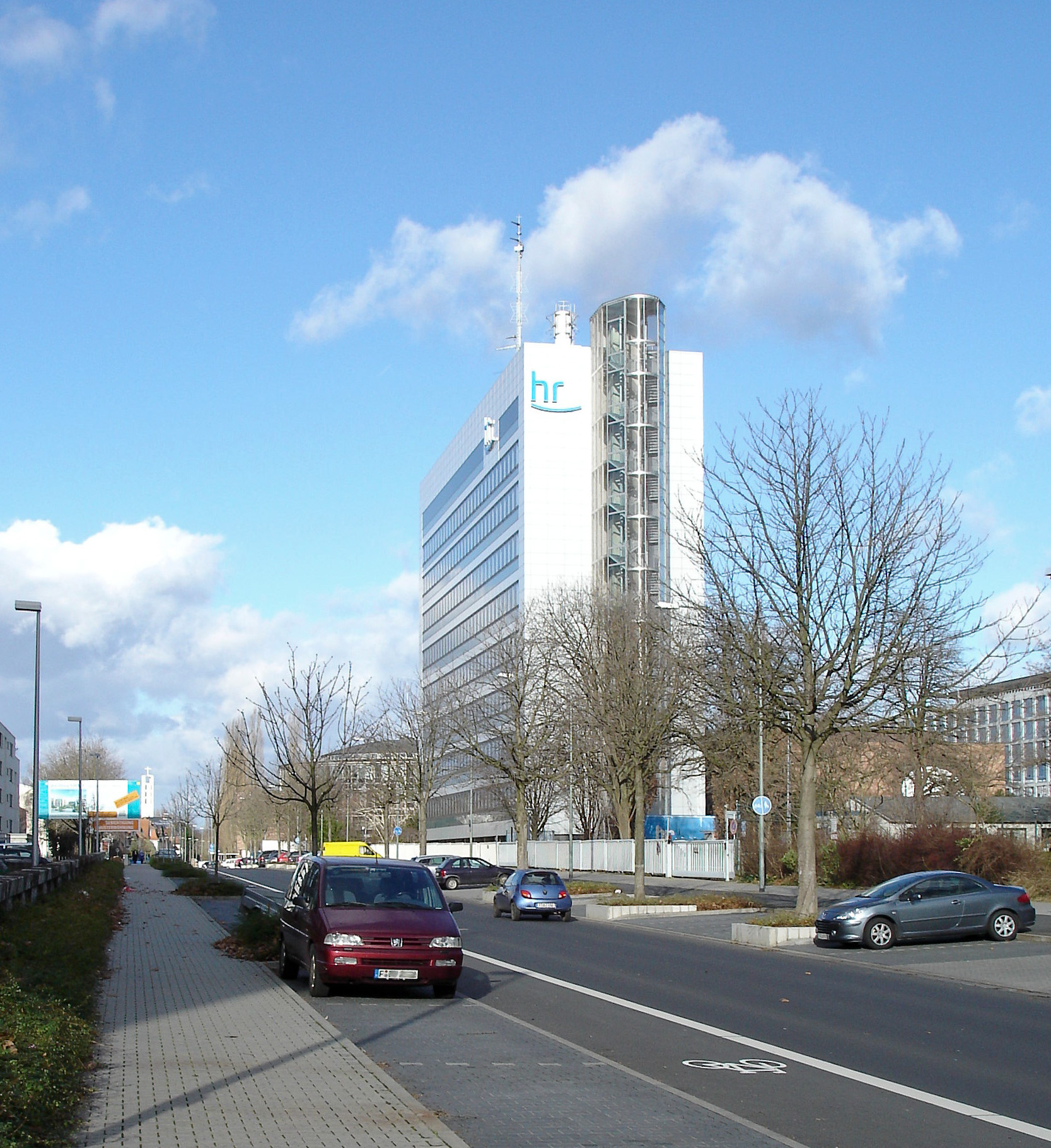
Hessischer Rundfunk i Frankfurt am Main.

Hessischer Rundfunk (HR) är ett radio- och TV-bolag i det tyska förbundslandet Hessen, med huvudkontor i Frankfurt am Main. HR är medlem i ARD.